# Percy Nilsson
Leif Yngve Percy Nilsson, född 22 maj 1943 i Malmö, är en svensk byggmästare, entreprenör inom fastighetsbranschen och idrottsledare. Han utsågs till årets skåning 2008.

## Biografi
Nilsson växte upp i ett socialdemokratiskt arbetarhem. I skolan hade han problem med att skriva och läsa, och han lider av dyslexi. Han slutade skolan 15 år gammal och började som snickarlärling. Som färdigutbildad snickare vid 19 års ålder fick han en anställning där han snabbt avancerade till lagbas. Efter en tvist med arbetsgivaren om lönen sade han upp sig och startade därefter ett eget företag, Percy Nilsson Bygg AB (PNB).
Företaget växte snabbt. I slutet av 1980-talet hade det 150 anställda. Efter 25 år sålde han PNB och sitt fastighetsbolag före fastighetskraschen 1990. En stor reavinst gjorde att han av skatteskäl flyttade till Belgien.
1994 återkom han till Sverige och köpte tillbaka 50 % av PNB. Han gick även in som storägare i Entreprenad AB och 1997 bildades PNB Entreprenad AB. 2003 såldes PNB-koncernen till Lars Olof Andersson. Efter några månader ville denne häva köpet, men det godkändes inte. Koncernen gick i konkurs, och Percy Nilsson fick betala ett borgensåtagande på 112 miljoner kronor. Nilsson begärde då Lars Olof Andersson i personlig konkurs, men denna konkursansökan återkallades efter en uppgörelse.

### Hyllie
Percy Nilsson insåg tidigt de möjligheter till utveckling som följde med Öresundsförbindelsen till Danmark. Vid brofästet i sydvästra Malmö skulle det bli goda kommunikationer med motorväg och järnväg. En ny järnvägsstation, Hyllie, skulle byggas och förbindas med Malmö centrum genom Citytunneln. Nilsson lade 1997 fram planer för kommersiella aktiviteter i området men fick den gången föga gehör hos Malmös ledande politiker.
Genom sina företag Parkfast AB och Malmö Bra Bostad AB nu i samarbete med kommunen och andra kommersiella aktörer har  Nilsson kunnat realisera stora delar av sina visioner. 
Han fick således tidigt möjligheten att köpa ett markområde, som han raskt styckade och sålde vidare med stor förtjänst.
På den sålda marken har köparna byggt köpcenteret Emporia som vid färdigställandet 2012 var Sveriges största.
På den marken som han behöll har han låtit bygga Malmö Arena, en inomhusarena för sport och stora evenemang med plats för upp till 15 500 åskadare. Den invigdes 2008 och tjänar som hemmaarena för ishockeylaget Malmö Redhawks, som Nilsson sponsrar. År 2013 anordnades Eurovision Song Contest där, och 2016 en ekumenisk manifestation med deltagande av påve Franciskus.
Till anläggningen hör också Malmö Arena Hotel med 295 rum, konferenslokaler och Nilsson Restaurang & Bar.

### Malmö Redhawks
1984 blev Percy Nilsson vald till ordförande för ishockeyklubben Malmö IF. Klubben hade dåliga finanser, men efter några år var ekonomin sanerad. 1988 satsade han stort på MIF och köpte spelare för 7 miljoner kronor på två år. Det gjorde att MIF gick upp i Elitserien 1990 och tog SM-guld säsongen 1991/1992. Efter det andra SM-guldet 1994 började det gå utför och då säsongen 2004/2005 var över tvingades Malmö Redhawks, som klubben numera heter, lämna Elitserien efter kvalspel och spela i Allsvenskan. Säsongen 2006/2007 spelade Malmö Redhawks åter i Elitserien, men degraderades åter efter kvalspel till Allsvenskan.
Den 27 april 2005 dömdes Percy Nilsson till ett års fängelse för felaktiga löneutbetalningar till spelare i Malmö Redhawks. Efter domen avgick han som ordförande för Malmö Redhawks, men är sedan dess hedersordförande för klubben. Domen överklagades till hovrätten, där han frikändes den 1 mars 2006. Nilsson har investerat över 100 miljoner kr i MIF.
Den 30 juni 2008 meddelades det att Nilsson lämnar sin post som ordförande för Malmö Redhawks.

## Percy Nilsson i media

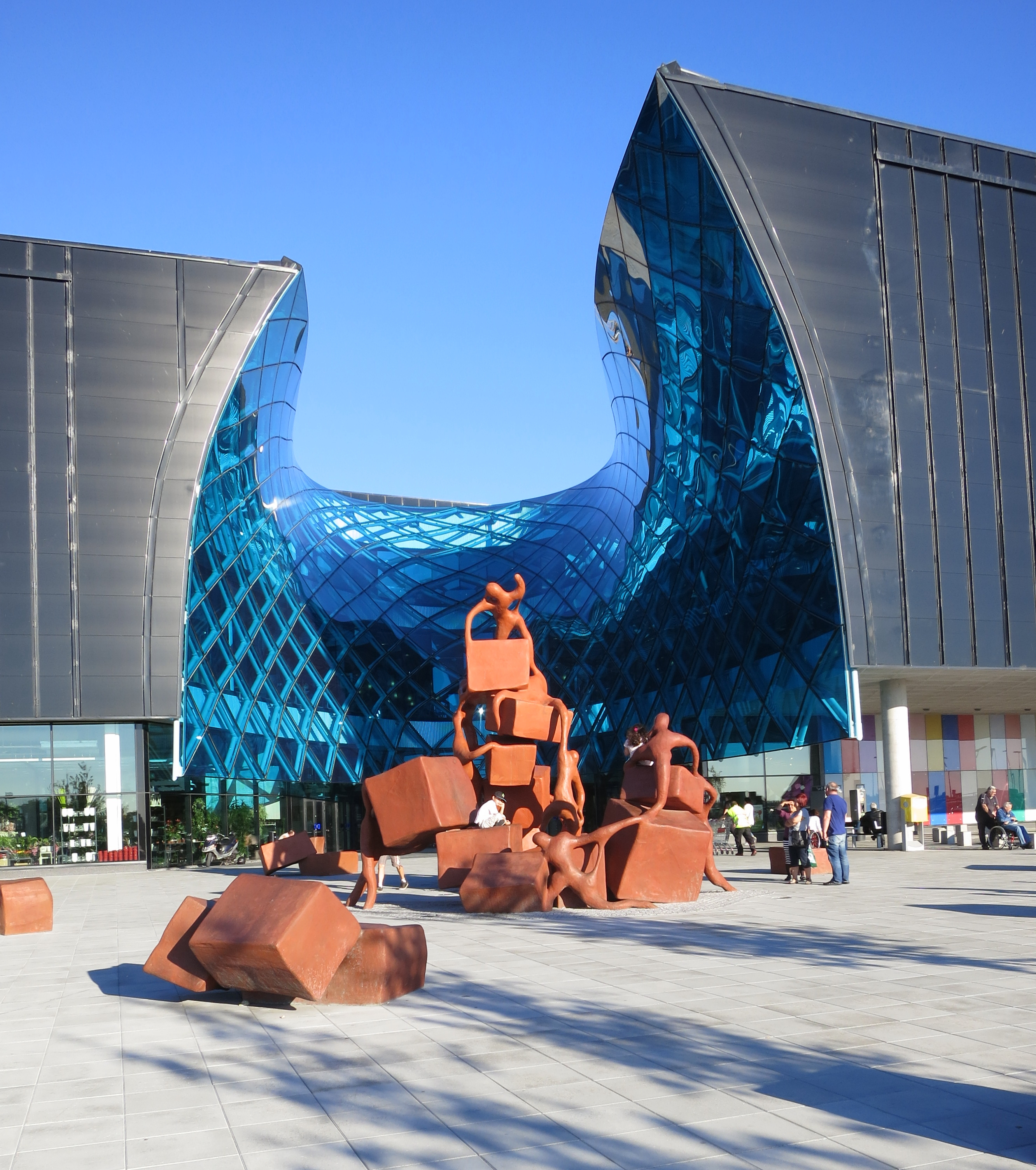
Emporia.

Percy Nilsson har genom åren hållit en hög profil i media. En biografi har utgivits i bokform, och flera längre porträttintervjuer publicerats i pressen. Den 7 oktober 2014 framträdde Percy Nilsson i TV-programmet Min sanning där han intervjuades av programledaren Anna Hedenmo.

### Hemglass-incidenten
Nilsson uppmärksammades i media efter att han sommaren 2013 haft sönder ett däck på en Hemglass-bil med en borrmaskin, sedan han blivit irriterad på det upprepade spelandet av företagets igenkänningssignal vid bilens besök i hans bostadsområde. Han dömdes till 100 000 kronor i böter för tilltaget.

## Familj
Percy Nilsson är sedan 2012 gift med Carina Lise-Lotte (Lotta) Nilsson, (född 1958). Han har två barn från ett tidigare  äktenskap. Dottern Nina Nilsson Ulvinen (född 1969) är direktör för Malmö Arena Hotel.